# Oye como va
Oye como va ist ein Lied, das im Jahr 1962 vom Latinjazz- und Mambomusiker Tito Puente geschrieben und veröffentlicht wurde. Produziert wurde der Song von Jack Fishman und Michael Linn. Intro und Text von Oye como va wurden inspiriert durch das 1937 geschriebene Lied Reza del Meletón (heute zumeist: Chanchullo) des kubanischen Bassisten Israel „Cachao“ López.

## Kennzeichen
Der Titel bedeutet auf Deutsch „Hey, wie geht’s“,  muss aber im Kontext der gesamten Textzeile („Oye come va mi ritmo“) übersetzt werden: „Hör dir meinen Rhythmus an“ (wörtlich: „Hör mal, wie er geht, mein Rhythmus“).
Der im Viervierteltakt aufgebaute Song im dorischen Modus besteht aus einem Intro und fünf Teilen, die mit einem kurzen Break voneinander getrennt werden. Seine formale Struktur geht wie folgt: Intro – Instrumentalthema – Chorus – Instrumentalteil 1 – Chorus – Instrumentalteil 2. Schon beim Intro macht sich das Cha-Cha-Cha-Pattern bemerkbar, das rhythmisch, aber auch harmonisch den Song in seinem strukturellen Aufbau prägt. Die Akkordfolge des ersten Riffs (Am7) – I(D9) definiert die harmonische Struktur des Songs.
Puente spielte den Titel in Charanga-Besetzung; Hauptsoloinstrument ist die Flöte.

## Version von Santana
Die bekannteste Coverversion stammt von Carlos Santana, der das Lied im Jahr 1970 auf seinem Album Abraxas veröffentlichte; 1971 erschien die Singleauskopplung.
Über weite Strecken baut Santana auf dem Arrangement Puentes auf, instrumentiert aber orientiert an der Rockmusik. Gespielt von einer Hammond-Orgel beginnt mit dem Intro ein zweitaktiges, rhythmisch prägnantes Motiv, das von einer ebenfalls zweitaktigen Linie auf dem E-Bass unterstützt wird. Nach zweimaliger Wiederholung setzt die Perkussionsgruppe auf Guiro, Congas und Timbales ein. Spätestens beim darauf folgenden achttaktigen Instrumentalthema, beim Einsatz der verzerrten E-Gitarre und des Schlagzeuges, wird die klangliche Verwandlung von Puentes Komposition deutlich. Der Einsatz der E-Gitarre anstelle der Flöte verleiht dem Song ein psychodelisches Gepräge.
In den Vereinigten Staaten erreichte Santana mit dem Lied Platz 13 der Billboard Hot 100, Platz 11 in den Easy Listening Charts sowie Platz 32 in den R&B-Charts.
2021 wurde die Santana-Fassung im Fernsehfilm Um die 50 verwendet.

## Weitere Versionen
Als Aprieta veröffentlichte 1964 Joe Cuba mit seinem Sextett eine erste Coverversion. Weitere Coverversionen stammen u. a. von Celia Cruz und den Salsa Brothers, aber auch von Julio Iglesias oder Los Los. Jazzversionen stammen von Percy Faith (1971), Bobby Hutcherson (1975), Michel Camilo (1997) sowie Eliane Elias (Around the City, 2006). NPR machte Oye como va zum Bestandteil seiner Sammlung NPR 100: The most important American musical works of the 20th century.